# Zagadka brakującego kwadratu

Inne przedstawienie problemu

Zagadka brakującego kwadratu – iluzja optyczna, na którą składają się dwa różne ułożenia zestawu figur geometrycznych. W pierwszym przypadku figury na pierwszy rzut oka tworzą trójkąt prostokątny o wymiarach 13 na 5 kratek. Drugi przypadek stanowi figura podobna do tej z pierwszego przypadku, różniąca się od niej wybrakowaniem w kształcie kwadratu o boku 1 kratki.

## Obserwacje
W obydwu przypadkach figury składowe nie zachodzą na siebie, a ich zestawy składają się z tych samych elementów. Suma ich pól wynosi 32 jednostki kwadratowe.
W pierwszym przypadku wydaje się, że powstała figura to trójkąt prostokątny o wymiarach 13 na 5 kratek, który miałby pole 32,5 j.k {\displaystyle (P={\frac {a\cdot b}{2}}={\frac {13\cdot 5}{2}}=32,5)} ({\displaystyle a,~b} – długości przyprostokątnych trójkąta prostokątnego), co daje sprzeczność. W drugim zestawieniu wydaje się, że figury składowe tworzą wielobok różniący się od trójkąta powstałego w pierwszym przypadku tylko brakującym kwadratem o boku 1 kratki. Jednak wtedy pole całej figury wyniosłoby 31,5 j.k., co również stanowi sprzeczność.

## Wyjaśnienie
W rzeczywistości figura powstała w pierwszym przypadku nie jest trójkątem, lecz czworokątem. Stosunki długości przyprostokątnych obydwu trójkątów składowych są różne {\displaystyle {\frac {2}{5}}=0,4;{\frac {3}{8}}=0,375;{\frac {2}{5}}\neq {\frac {3}{8}},} czyli wartości tangensa kąta nachylenia przeciwprostokątnych do kierunku poziomego są w obydwu przypadkach różne. Z tego wynika, że kąty te mają różne wartości, a więc przeciwprostokątne te nie tworzą prostego odcinka, lecz łamaną (punkt leżący na skraju tych obydwu przeciwprostokątnych jest jej „punktem przegięcia”).
Powierzchnia między łamaną a przeciwprostokątną trójkąta 13x5 tworzy w pierwszym przypadku „wybrzuszenie” figury (stąd 0,5 j.k. powierzchni więcej niż trójkąta 13x5), a w drugim przypadku „wklęsłość” (0,5 j.k. mniej niż przy trójkącie 13x5).
Powstałe figury są w obydwu przypadkach niemal identyczne z trójkątami, gdyż różnica w stosunkach długości przyprostokątnych składowych trójkątów jest niewielka {\displaystyle {\frac {8}{3}}-{\frac {5}{2}}\approx 0,16.} Stąd mylne wrażenie, że figury te (zwłaszcza pierwsza) są trójkątami prostokątnymi.

## Wyjaśnienie graficzne

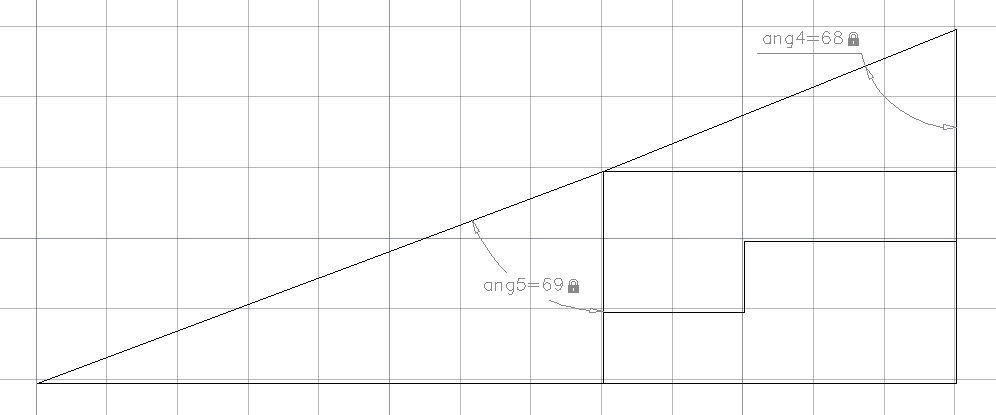

Figura składająca się z 2 trójkątów o różnych kątach

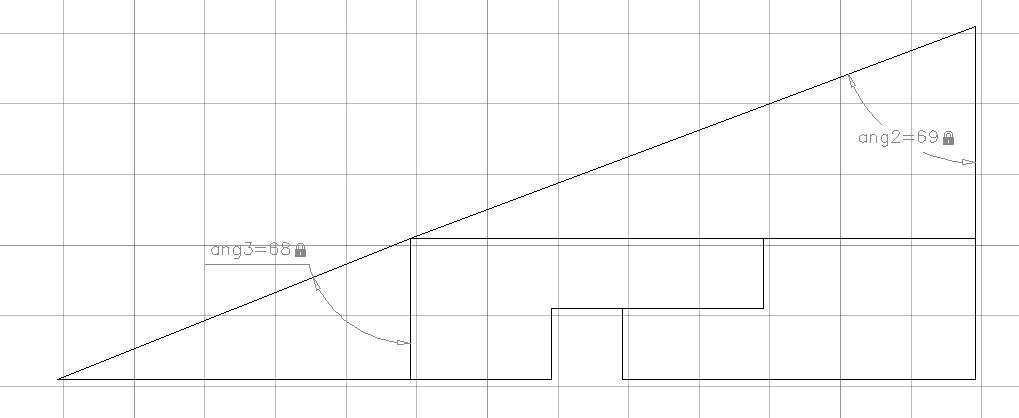

Figura składająca się z 2 trójkątów o różnych kątach z brakującym kwadratem
Trójkąt o kącie {\displaystyle 69^{\circ }} nałożony na figurę z brakującym kwadratem
Trójkąt o kącie {\displaystyle 69^{\circ }} nałożony na figurę

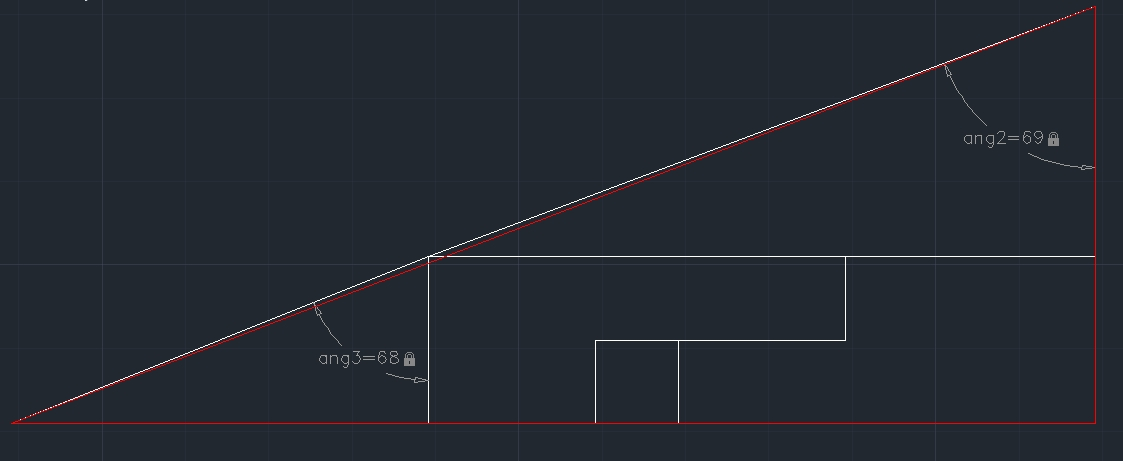

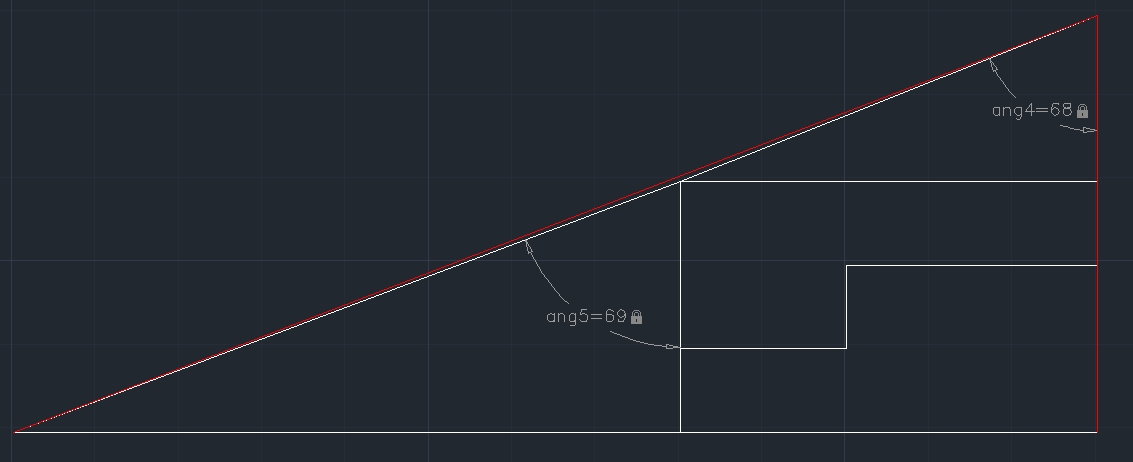

Widzimy, że trójkąt w kolorze czerwonym ma większe pole od figury, które jest odpowiedzialne za brakującą przestrzeń przedstawioną na rysunku nr 3, gdzie figura jest większa od trójkąta.